# RDNA 2
RDNA 2 є назвою архітектури графічного процесора (GPU), яку розробила компанія AMD. Архітектура RDNA 2 базується на попередній архітектурі RDNA, але має деякі відмінності, які сприяють поліпшенню швидкості та ефективності. Наприклад, RDNA 2 має новий тип мікроархітектури, названий "Navi 2X", який забезпечує значно більшу продуктивність на одну відтворювану точку. Перші GPU з архітектурою RDNA 2 були випущені у 2020 році.

## Застосування
Пристрої, що використовують архітектуру RDNA 2, включають ігрові консолі PlayStation 5 та Xbox Series X, а також нові графічні карти AMD, такі як Radeon RX 6800 та Radeon RX 6900.